# Hilary Schramm

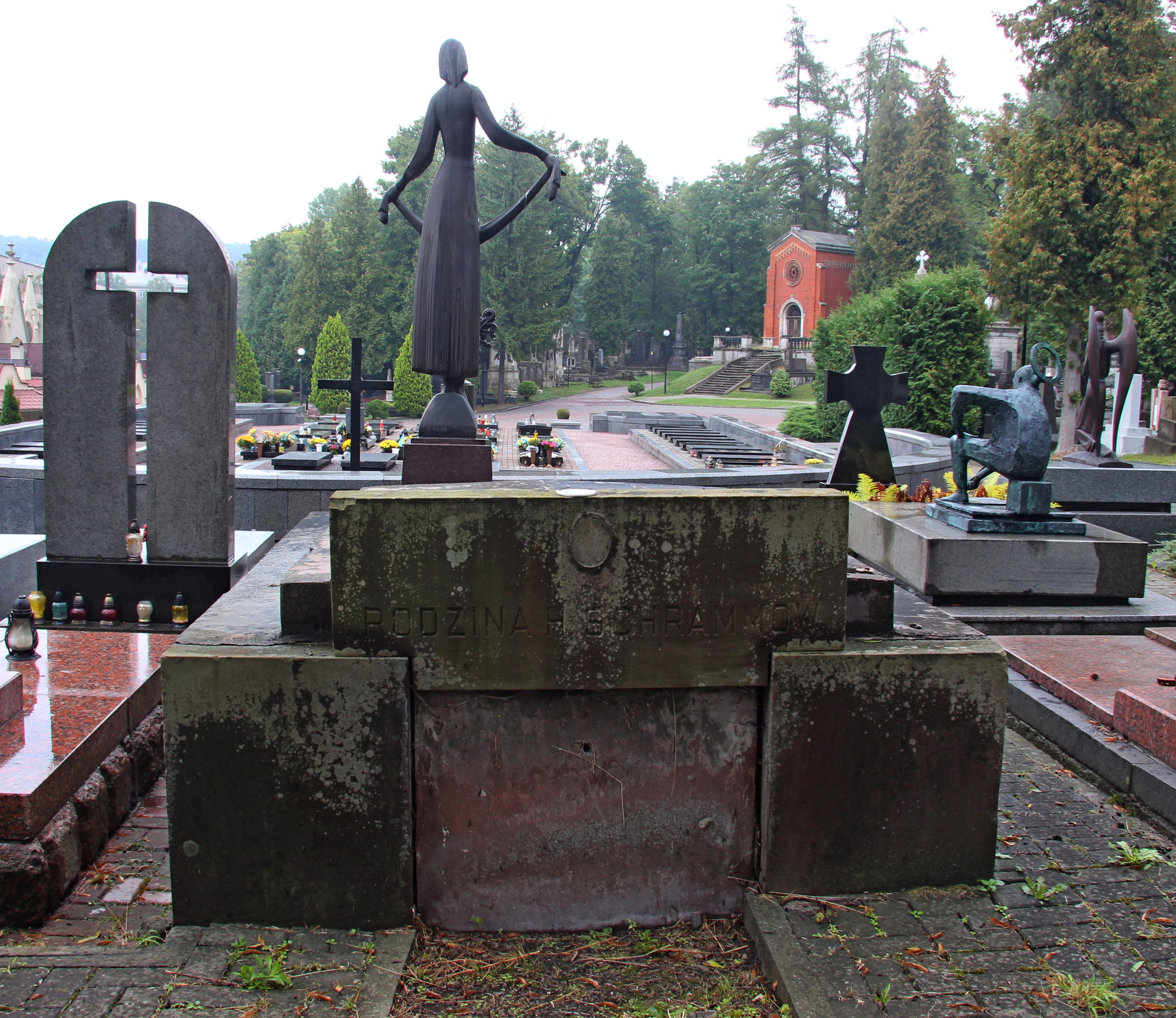

Hilary Paulin Schramm (ur. 13 stycznia 1857 w Niebrowie, zm. 11 listopada 1940 we Lwowie) – polski chirurg. 

## Życiorys
Po ukończeniu gimnazjum św. Anny w Krakowie w 1875 rozpoczął pięcioletnie studia medyczne na Uniwersytecie Jagiellońskim. Po uzyskaniu tytułu doktora został asystentem prof. Antoniego Bryka w Katedrze Chirurgii, a gdy ten zmarł w 1881 dzięki prof. Janowi Mikulicz-Radeckiemu wyjechał do Wiednia, gdzie studiował przez rok pod kierunkiem prof. Theodora Billrotha. Po powrocie do Krakowa był pierwszym asystentem chirurgii prof. Mikulicz-Radeckiego, po uzyskaniu tytułu doktora habilitowanego w 1885 ze względów rodzinnych przeniósł się do Lwowa. W latach 1886–1918 był prymariuszem oddziału chirurgicznego w szpitalu Świętej Zofii, doprowadził do jego znacznej rozbudowy i przekształcenia z przytułku dla chorych w szpital na europejskim poziomie. Od 1892 był członkiem Krajowej Rady Zdrowia (pełnił tę funkcję do 1920), w 1897 wznowił habilitację u prof. Ludwika Rydygiera i rozpoczął wykłady z chirurgii dziecięcej na Wydziale Lekarskim uniwersytetu we Lwowie. W 1903 uzyskał tytuł profesora nadzwyczajnego, od 1914 przez dwa lata stał na czele III Oddziału Chirurgicznego w Szpitalu Czerwonego Krzyża gdzie leczył rannych Rosjan. Pod koniec 1916 został zmobilizowany do armii austro-węgierskiej, ale po kilku miesiącach został zwolniony. Po powrocie do Lwowa został prymariuszem oddziału chirurgicznego Państwowego Szpitala Powszechnego. we Lwowie, w latach 1918–1920 był prymariuszem Szpitala Powszechnego. Podczas obrony Lwowa był współorganizatorem służby sanitarnej dla żołnierzy i ludności cywilnej, wielokrotnie udawał się na linię frontu dla operowania cięższych wypadków. Po śmierci Ludwika Rydygiera w 1920 objął stanowisko kierownika klinki chirurgii uniwersyteckiej i zajmował je do 1932. Był dziekanem Wydziału Lekarskiego (1922/23) i rektorem UJK (1929/30). Pochowany na cmentarzu Łyczakowskim.

## Dorobek naukowy
Należał do grupy czołowych przedstawicieli tzw. „lwowskiej szkoły chirurgicznej”, od 1881 dokonywał operacji stopy szpotawej, koślawych podudzi i stawów kolanowych u dzieci. W 1887 jako pierwszy wykonał pomyślną resekcję odźwiernika z powodu choroby nowotworowej, a trzy lata później dokonał u dziecka częściowej resekcji jelita z niedrożnością. W 1892 zademonstrował wyleczenie przypadku gruźlicy kostno-stawowej, która wówczas często występowała u dzieci. Już dwa lata po odkryciu przez Wilhelma Röntgena promieni X w 1897 określił wartość rentgenodiagnostyki chirurgicznej u dzieci. Równocześnie stał się orędownikiem wyodrębnienia chirurgii dziecięcej jako osobnej dziedziny nauk medycznych, co poparł wydaniem własnego, pierwszego w języku polskim podręcznika „Choroby kliniczne wieku dziecięcego”. Rok później ogłosił leczenie wodogłowia dzieci poprzez sączkowanie śródczaszkowe, przy zapaleniu otrzewnej u dzieci zalecał laparotomię.
Do grona uczniów Hilarego Schramma należeli: Franciszek Chomicki, Władysław Dobrzaniecki, Adam Gruca, Henryk Hilarowicz, Alfred Janik, Klaudiusz Karowiec, Stanisław Laskownicki, Bronisław Malan, Emil Michałowski, Tadeusz Onyszkiewicz, Ryszard Rodziński, Wiktor Bross, Jerzy Szymanowicz, Eugeniusz Wajgiel, Jan Zaczek i Jan Zasowski

## Członkostwo
- Członek korespondent (1931), a od 1935 członek czynny Polskiej Akademii Umiejętności;
- Członek honorowy Towarzystwa Lekarskiego Częstochowskiego;
- Prezes Lwowskiego Towarzystwa Lekarskiego;
- Prezes i członek honorowy Towarzystwa Chirurgów Polskich (1920-1922);
- Członek Międzynarodowego Towarzystwa Chirurgicznego;
- Członek redakcji czasopism: „Polski Przegląd Chirurgiczny” (1925–37), „Chirurgia Kliniczna” (1927–34) i „Chirurgia Clinica Polonica” (1929–31).

## Prace naukowe
- Choroby chirurgiczne wieku dziecięcego;[1]
- Choroby kliniczne wieku dziecięcego;
- Choroby narządu ruchowego;
- Przyczynek do nauki o t.zw.Volksmannowskim niedokrwistym porażeniu i skurczeniu mięśni;
- Gruźlica kręgów;
- W sprawie leczenia zastarzałych zwichnięć w stawie łokciowym ;

Autor 58 prac naukowych z zakresu chirurgii brzusznej.

## Odznaczenia
- Medal Niepodległości (9 listopada 1933, za pracę w dziele odzyskania niepodległości)[2]
- Krzyż Obrony Lwowa